# فيونا هاموند
فيونا هاموند (بالإنجليزية: Fiona Hammond)‏ هي لاعبة كرة الماء أسترالية، ولدت في 10 مايو 1983.